# Ginés Camarasa García
Ginés Camarasa García (Villena, 1899 - Barcelona, 6 de juny de 1972) va ser un anarcosindicalista valencià, especialment actiu durant la dictadura franquista.
Fill d'un camperol, començà treballant de cadirer i militant en l'Agrupació Socialista, però el 1913 es passà a l'anarcosindicalisme. El 1916 es va establir a Barcelona i es va incorporar al moviment anarquista amb el seu ingrés en la Confederació Nacional del Treball (CNT) en 1917, en el sindicat de fusterers. En 1919 durant la vaga de la Canadenca, va ser membre dels grups confederats. Va travar contacte amb Salvador Seguí durant la prestació del servei militar en Maó. A la fi de 1920 es va adherir a la Federació Anarquista Ibèrica (FAI), i després de la proclamació de la Segona República va tornar a Villena on va organitzar els grups anarquistes i presidí la CNT local de 1932 a 1934. Durant la guerra civil espanyola fou secretari de la CNT a Villena, regidor de l'ajuntament (1938) i mobilitzat a València.
Al final de la Guerra Civil fou internat al camp d'Albatera fins a octubre de 1939. Després d'estar un temps amagat a Villena marxà a Barcelona, on va participar activament en la resistència clandestina. En contacte amb el grup de Francisco Ponzán Vidal durant la Segona Guerra Mundial, a principis de 1940 va ser Secretari de la CNT a Catalunya. Va ser arrestat i empresonat diverses vegades durant el primer franquisme (1941, 1945, 1947). En 1947 va dirigir la comissió pro-presos del comitè regional català de la CNT. De 1954 a 1956 va ser secretari del Comitè Nacional de la CNT, amb seu a Barcelona, on també es trobaven José Bueso Blanch i Eduardo José Esteve Germen. Després de ser novament arrestat en 1958, va ser substituït en la direcció de la CNT per Ismael Rodríguez Ajax. En la dècada de 1960 va substituir Juan José Gimeno del Comitè Nacional i es va oposar fermament a la maniobra de col·laboració amb el Sindicat Vertical franquista coneguda com dels "cincopuntistes". Es va escapar per poc de la detenció en 1962, però va ser detingut de nou en 1966. Malalt de Parkinson, va morir a Barcelona en 1972.